# Cyathura madelinae
Cyathura madelinae là một loài chân đều trong họ Anthuridae. Loài này được Hackney & Ganucheau miêu tả khoa học năm 1989.